# Pinang Jaya (Sungai Pinang)
Pinang Jaya is een bestuurslaag in het regentschap Ogan Ilir van de provincie Zuid-Sumatra, Indonesië. Pinang Jaya telt 1973 inwoners (volkstelling 2010).